# Caribbean Club Shield
O CFU Club Shield, também conhecido como CFU Caribbean Club Shield e originalmente CONCACAF Caribbean Club Shield, é um campeonato de futebol da região do Caribe, organizado pela União de Futebol do Caribe e a Confederação Norte-Centro Americana e do Caribe de Futebol (CONCACAF).
De 2018 a 2022, serviu para classificar um dos representantes caribenhos para a Liga da CONCACAF, o segundo mais importante torneio continental de clubes após a Liga dos Campeões da CONCACAF. A partir de 2023, passou a classificar para a recém-criada Copa do Caribe da CONCACAF, que qualifica o campeão diretamente para a principal competição continental.

## História
A partir de 2018, o então Campeonato de Clubes da CFU, principal torneio caribenho, passou a não mais contar com clubes de todos os países filiados à União de Futebol do Caribe. Assim, foi criada uma segunda competição, a Caribbean Club Shield, exclusiva para clubes de ligas semiprofissionais e não profissionais do Caribe, também chamadas de ligas emergentes. O campeão deste torneio disputava contra o 4º colocado do Campeonato de Clubes da CFU uma vaga na Liga da CONCACAF, desde que preenchesse o critério de Licenciamento Regional de Clubes da própria CONCACAF.
A partir de 2023, com a reestruturação dos torneios interclubes da confederação, o CFU Club Shield passou a classificar seus dois finalistas para a Copa do Caribe da CONCACAF, a liga de clubes licenciados, que ocorre anualmente logo após esta. Após a reestruturação do torneio, clubes de Jamaica, República Dominicana, Haiti e Trindade e Tobago também podem se classificar para a competição.

## Participantes
Apesar de algumas federações não enviarem clubes regularmente para a competição, clubes das seguintes ligas estão elegíveis a participar do torneio:
| País                         | Liga                                                        |
| ---------------------------- | ----------------------------------------------------------- |
| Anguila                      | Campeonato Anguilano de Futebol                             |
| Antígua e Barbuda            | Campeonato Antiguano de Futebol                             |
| Aruba                        | Campeonato Antiguano de Futebol                             |
| Barbados                     | Campeonato Barbadiano de Futebol                            |
| Bonaire                      | Liga de Bonaire                                             |
| Ilhas Virgens Britânicas     | Campeonato Virginense de Futebol (Ilhas Virgens Britânicas) |
| Ilhas Virgens Americanas     | Campeonato Virginense de Futebol (Ilhas Virgens Americanas) |
| Ilhas Caimã                  | Campeonato Caimanês de Futebol                              |
| Cuba                         | Campeonato Cubano de Futebol                                |
| Curaçau                      | Campeonato de Futebol de Curaçao                            |
| Dominica                     | Campeonato Dominiquense de Futebol                          |
| Guadalupe                    | Campeonato Guadalupano de Futebol                           |
| Martinica                    | Campeonato Martinicano de Futebol                           |
| Porto Rico                   | Campeonato Porto-Riquenho de Futebol                        |
| Santa Lúcia                  | Campeonato Santa-Lucense de Futebol                         |
| São Vicente e Granadinas     | Campeonato São-Vicentino de Futebol                         |
| Suriname                     | Campeonato Surinamês de Futebol                             |
| Bahamas                      | Campeonato Bahamense de Futebol                             |
| Bermudas                     | Campeonato Bermudense de Futebol                            |
| Guiana Francesa              | Campeonato Nacional da Guiana Francesa                      |
| Granada                      | Campeonato Granadino de Futebol                             |
| Guiana                       | Campeonato Guianense de Futebol                             |
| Monserrate                   | Campeonato Nacional de Montserrat                           |
| São Cristóvão e Neves        | Campeonato São-Cristovense de Futebol                       |
| São Martinho (França)        | Campeonato Saint-Martinense de Futebol                      |
| São Martinho (Países Baixos) | Campeonato Sint-Maartenense de Futebol                      |
| Turcas e Caicos              | Campeonato Turco-caicense de Futebol                        |
| Jamaica                      | Campeonato Jamaicano de Futebol                             |
| Haiti                        | Campeonato Haitiano de Futebol                              |
| República Dominicana         | Liga Dominicana de Futebol                                  |
| Trindade e Tobago            | TT Pro League                                               |

## Campeões
| Season | País sede             | Campeão                                       | Resultado                                     | Vice                                          | Terceiro Lugar                                | Resultado                                     | Quanto Lugar                                  |
| ------ | --------------------- | --------------------------------------------- | --------------------------------------------- | --------------------------------------------- | --------------------------------------------- | --------------------------------------------- | --------------------------------------------- |
| 2018   | República Dominicana  | Club Franciscain                              | 2–1                                           | Inter Moengotapoe                             | Real Rincon                                   | 3–1                                           | Nacional                                      |
| 2019   | Curaçau               | Robinhood                                     | 1–0                                           | Club Franciscain                              | AS Gosier e Jong Holland                      | AS Gosier e Jong Holland                      | AS Gosier e Jong Holland                      |
| 2020   | Curaçau               | Cancelado devido a Pandemia de COVID-19       | Cancelado devido a Pandemia de COVID-19       | Cancelado devido a Pandemia de COVID-19       | Cancelado devido a Pandemia de COVID-19       | Cancelado devido a Pandemia de COVID-19       | Cancelado devido a Pandemia de COVID-19       |
| 2021   | Curaçau               | Cancelado devido a Pandemia de COVID-19.[CCS] | Cancelado devido a Pandemia de COVID-19.[CCS] | Cancelado devido a Pandemia de COVID-19.[CCS] | Cancelado devido a Pandemia de COVID-19.[CCS] | Cancelado devido a Pandemia de COVID-19.[CCS] | Cancelado devido a Pandemia de COVID-19.[CCS] |
| 2022   | Porto Rico            | Bayamón                                       | 2–1                                           | Inter Moengotapoe                             | Weymouth Wales e Jong Holland                 | Weymouth Wales e Jong Holland                 | Weymouth Wales e Jong Holland                 |
| 2023   | São Cristóvão e Neves | Robinhood                                     | 5–1                                           | Golden Lion                                   | Club Sando                                    | 6–1                                           | Metropolitan FA                               |
| 2024   | Curaçau               | Arnett Gardens                                | 1–0                                           | Grenades                                      | Atlético Pantoja                              | 1–1 (9–8 p.)                                  | Dublanc                                       |

- Nota: [CCS] As equipes originalmente qualificadas para participar deste torneio foram transferidas para o Campeonato de Clubes do Caribe de 2021, expandido.